# Rio Ubazinho
Der Rio Ubazinho ist ein etwa 102 km langer rechter Nebenfluss des Rio Ivaí in der Mitte des brasilianischen Bundesstaats Paraná.

## Geografie

### Lage
Das Einzugsgebiet des Rio Ubazinho befindet sich auf dem Segundo Planalto Paranaense (Zweite oder Ponta-Grossa-Hochebene von Paraná).

### Verlauf
Sein Quellgebiet liegt im Munizip Cândido de Abreu auf 1.020 m Meereshöhe in der Serra da Prata. Sein Ursprung liegt etwa 30 km östlich des Hauptorts an der östlichen Munizipgrenze zu Reserva in der Nähe der PR-239.
Der Fluss verläuft in westlicher Richtung vollständig innerhalb des Munizips Cândido de Abreu. Dabei fließt er auch unmittelbar durch den Hauptort und umschließt ihn in einer Flussschleife. Er fließt an der Westgrenze zum Munizip Manoel Ribas von rechts in den Rio Ivaí. Er mündet auf 441 m Höhe. Die Entfernung zwischen Ursprung und Mündung beträgt 41 km. Er ist etwa 102 km lang.

### Munizipien im Einzugsgebiet
Am Rio Ubazinho liegt ausschließlich das Munizip Cândido de Abreu.

### Zuflüsse
rechts:
- Rio das Antas
- Arroio do Nestor
- Rio Ernesto

inks:
- Rio Baile
- Rio Maria Flora.[4]